# Nepenthes vogelii
Nepenthes vogelii Schuit. & de Vogel, 2002 è una pianta carnivora della famiglia Nepenthaceae, endemica del Borneo, dove cresce a 1000–1500 m.

## Conservazione
La Lista rossa IUCN classifica Nepenthes vogelii come specie a rischio minimo (Least Concern).